# Tambo (Coclé)

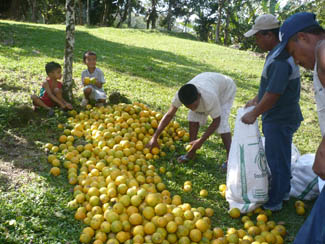
Agricultura en Tambo

Tambo es una localidad del corregimiento de Toabré, distrito de Penonomé, provincia de Coclé, República de Panamá.
Está situado en la parte norte en la provincia de Coclé. El territorio, parte de la subcuenca del río Toabré, es en general llano aunque recorrido por ligeras ondulaciones. Limita al norte con la comunidad de Sábana Larga, al sur con Miraflores, al oeste con la Martillada y al este con Toabré.
Sus ríos cercanos son río Tambo, río Toabré, río Aguardentillo y el río Tubré.
Presenta un clima tropical. La flora y fauna propia de dicho clima ha mermado grandemente a consecuencia de la deforestación producto de la extensión de la actividad agrícola y ganadera.
Paso obligado de los viajeros provenientes de los Altos Ríos Tobré e Indio rumbo a Penonomé para participar de las fiestas patronales o a las salinas de Aguadulce en busca de sal, la actual comunidad se fundó en la década de 1910, aunque sus orígenes se remontan al siglo XIX.
El nombre de la localidad puede hacer referencia a esa característica de lugar de paso, donde se puede buscar hospedaje para pasar una noche, a las casas llamadas tambos propias de los primeros pobladores indígenas, a un cacique indígena de ese nombre, a un río o a una reserva indígena.
Entre los años 1952 y 1953 se construyó la primera iglesia católica bajo la advocación de la Virgen de La Candelaria, la que fue trasladada en 1960 a su actual ubicación en el centro del poblado.
La población estimada es de 537 habitantes, nativos o inmigrantes de la localidad de Azuero.
La actividad económica principal es la ganadería y la agricultura de subsistencia (arroz, plátanos, mangos, peras), siendo café y naranjas los principales productos comercializados. Actualmente, aproximadamente el 60% de las viviendas son de material.
Tambo produce también una bebida alcohólica llamada "el Seco" que es consumida en las comunidades vecinas.
Una carretera asfaltada en 1969 une el pueblo con Churiquita Grande y Toabré. En 1970 fue construido el primer acueducto, en 1982 el primer tendido eléctrico, en 1983 el primer teléfono público y en 1989 el primer tendido de telefonía residencial.
En el 2010 el gobierno panameño licitó la construcción de un hospital materno infantil en Tambo, con el objeto de bridar atención a más 25 mil residentes de los corregimientos de Toabré, Chiguirí Arriba, Río Indio y Tulú, en la provincia de Coclé. El centro de salud sería construido en un terreno de dos hectáreas donado por la comunidad. (aun no ha sido terminado).
La principal actividad cultural consiste en los bailes comunitarios acompañados por instrumentos típicos: «acordeón, caja, tambor alto y churruca o güiro, instrumento hecho de calabazo redondo al que se le hace un hueco en el centro para atravesarle un palo y llenarlo de semillas de un árbol llamado cabestre».